# Fietssirene
Een fietssirene, piepbus of jankbus is een constructie om een doordringend jankend geluid te maken tijdens het fietsen. De sirene wordt onder andere gebruikt om bij de viering van luilak zoveel mogelijk lawaai te maken.
De meedraaiende zijkant van de achternaaf wordt vetvrij gemaakt met petroleum of wasbenzine.
In de bodem van een leeg conservenblik of ander blik zonder deksel wordt een gat gemaakt. Een sisaltouw of vlastouw wordt onderlangs de achternaaf van de fiets naar het omgekeerd staande blik op de bagagedrager teruggeleid. Via het gemaakte gat in het blik worden de uiteinden van het touw bovenop strak vastgeknoopt aan een spijker. Door de spijker die dwars op de bodem van het blik ligt aan te draaien wordt de draad strak gespannen. Tussen de naaf en het touw worden enkele druppels petroleum aangebracht. In plaats van petroleum kan ook peut of wasbenzine worden gebruikt. Door zo te gaan fietsen wordt een jankende toon hoorbaar. De hoogte van het snerpende geluid is mede afhankelijk van het soort blik. Het geluid wordt nog doordringender door het touw strakker te draaien.
Het blik werkt als een soort luidspreker die de trillingen van het touw weergeeft.